# Distretto di Encañada
Il distretto di Encañada è uno dei dodici distretti  della provincia di Cajamarca, in Perù. Si trova nella regione di Cajamarca e si estende su una superficie di 635,06 chilometri quadrati.

Istituito il 02 gennaio 1857, ha per capitale la città di Encañada; al censimento 2005 contava 22.397 abitanti.